# Пуебла-дель-Принсіпе
Пуебла-дель-Принсіпе (ісп. Puebla del Príncipe) — муніципалітет в Іспанії, у складі автономної спільноти Кастилія-Ла-Манча, у провінції Сьюдад-Реаль. Населення — 853 особи (2010).
Муніципалітет розташований на відстані близько 220 км на південь від Мадрида, 100 км на південний схід від Сьюдад-Реаля.

## Демографія
Динаміка населення (INE ):

## Галерея зображень

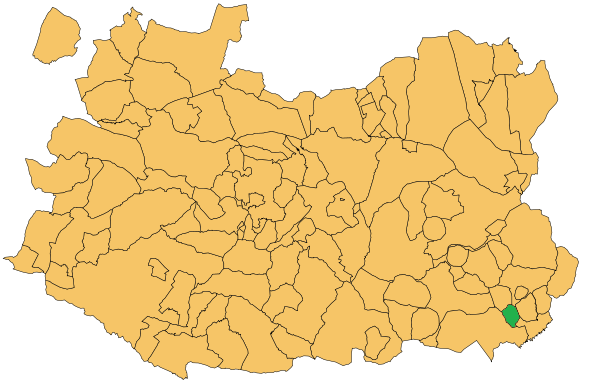
Розташування муніципалітету у провінції Сьюдад-Реаль